# محمد تیام
محمد تیام (انگلیسی: Mohamed Thiam؛ زادهٔ ۲۲ ژوئن ۱۹۹۶) بازیکن فوتبال اهل گینه است.
وی همچنین در تیم ملی فوتبال گینه بازی کرده است.